# Марк Ель-Саєд
Марк Ель-Саєд (нім. Marc El-Sayed; 18 січня 1991, м. Ветцлар, Німеччина) — німецький хокеїст, нападник. Виступає за «Бад-Наугайм» (Друга Німецька хокейна ліга).

## Клубна кар'єра
В юнацькому віці Марк виступав у клубі «Роте Тойфель Бад-Наухайм» з 2004 по 2006 роки. В сезоні 2006/07 Ель-Саєд приєднався до клубу «Адлер Мангейм», але спочатку виступав у молодіжному складі в Німецькій юніорській лізі, а з 2008 року виступає в клубі партнері «Адлер Мангейм» в 2.Бундеслізі «Гайльброннер Фалькен».
З 2009 року уродженець Гессену уклав контракт з «орлами», але ще рік провів у клубі «Гайльброннер Фалькен».
У складі ХК «Адлер Мангейм» брав участь в Кубку Шпенглера 2012 року.
У квітні 2014 року було оголошено, що Ель-Саєд підписав дворічний контракт з Нюрнберг Айс Тайгерс.
У квітні 2016 року перейшов до клубу «Швеннінгер Вайлд Вінгс».
12 березня 2019 року Марк підписаав дворічну угоду з клубом ДХЛ 2 «Бад-Наугайм».

## На рівні збірних
В складі юнацької збірної Німеччини U-18 виступав на чемпіонаті світу 2008 та чемпіонаті світу 2009 років, в активі три голи та три результативні передачі.